# I.Q. (película)
El genio del amor o Fórmula para amar (título original I.Q.) es una comedia romántica estadounidense de 1994 dirigida por Fred Schepisi y protagonizada por Tim Robbins, Meg Ryan y Walter Matthau.

## Argumento
Ed (Tim Robbins) es un amable mecánico que conoce a Catherine Boyd (Meg Ryan) una guapa e inteligente candidata al doctorado de matemáticas de la Universidad de Princeton, que va acompañada de su tieso y quisquilloso prometido, un profesor de psicología experimental (interpretado por Stephen Fry). Hay una conexión inmediata entre el mecánico y la matemática, aunque ella se niega a reconocerlo. Tras encontrar un reloj que Catherine se ha dejado en el garaje, Ed decide ir a devolvérselo a su dirección y se encuentra con el tío de Catherine: Albert Einstein (Walter Matthau). Albert, que aparece retratado como un genio adorable acompañado de tres amigos revoltosos: Nathan, Kurt y Boris enseguida se da cuenta de que Ed y Catherine están hechos el uno para el otro y convence a sus amigos de que ayuden a parecer a Ed un científico (un niño prodigio en Física) al tiempo que tratan de convencer a Caterine de que en la vida no todo es la mente, sino que también importa el corazón. Albert pretende que esta sea la principal herencia ya que siente que no le queda mucho tiempo de vida. Catherine se da cuenta del engaño pero acaba enamorándose de Ed a pesar de todo.

## Licencias poéticas
La película altera varios elementos de los personajes reales que aparecen en la misma. Albert Einstein no tenía una sobrina llamada Catherine Boyd. Kurt Gödel era muy tímido e introvertido, al contrario que su contrapartida en la película. La película da la impresión de que los amigos de Einstein rondan su misma edad cuando eran en realidad entre 17 y 30 años más jóvenes El Louis Bamberger real murió en 1944, antes de la época en que se desarrolla esta película.

## Reparto
- Tim Robbins - Ed Walters
- Meg Ryan - Catherine Boyd
- Walter Matthau - Albert Einstein
- Lou Jacobi - Kurt Gödel
- Gene Saks - Boris Podolsky
- Joseph Maher - Nathan Liebknecht
- Stephen Fry - James Moreland
- Tony Shalhoub - Bob Rosetti
- Frank Whaley - Frank
- Charles Durning - Louis Bamberger
- Keene Curtis - Eisenhower